# François-Fortuné du Plessis-Mauron de Grenédan
Pour les autres membres de la famille, voir Famille du Plessis de Grenédan.
François-Fortuné du Plessis-Mauron, marquis de Grenédan, né à Rennes le 31 décembre 1764 et mort à Ménéac le 21 mai 1835, est un homme politique français.

## Biographie
Frère aîné de Louis-Joseph, il était maire de Ménéac quand le collège de département du Morbihan le nomma député le 6 mars 1824. Il ne cessa jusqu'au bout de combattre énergiquement le ministère Villèle, au nom du royalisme le plus accentué. Refusant de prêter serment à Louis-Philippe, il démissionna de la mairie de Ménéac après la Révolution de 1830.

## Sources
- « François-Fortuné du Plessis-Mauron de Grenédan », dans Adolphe Robert et Gaston Cougny, Dictionnaire des parlementaires français, Edgar Bourloton, 1889-1891 [détail de l’édition]
- Sa fiche sur le site de l'Assemblée nationale